# Jirishanca
Lo Jirishanca (6.126 m s.l.m.) è una montagna delle Ande del Perù. Si trova a nord della Cordillera Huayhuash. 
La sua piramide di ghiaccio situata sulla cima è la sua caratteristica. Il suo nome se tradotto significa Becco di Ghiaccio del Colibrì. Alcune fonti riportano un'altezza minore, di 6.094 m. È uno dei seimila metri delle Ande più difficile da scalare, ed è scalato solo occasionalmente. La sua via normale è quotata TD (Molto Difficile).